# Barbara Philipp

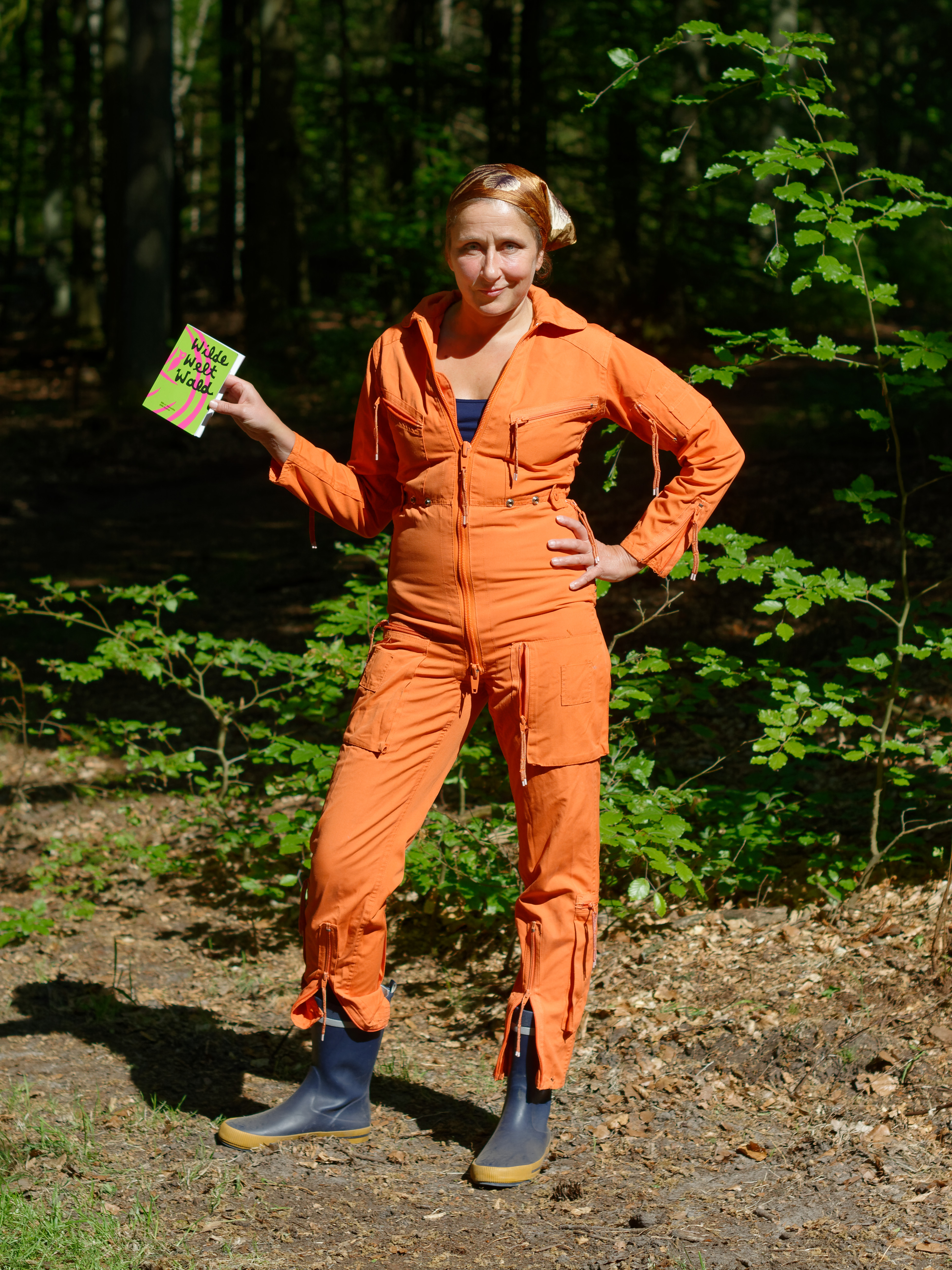
Barbara Philipp bei der Theater-Performance „Wilde Welt Wald“ im Mai 2018

Barbara Philipp (* 19. Oktober 1965 in Wittlich) ist eine deutsche Schauspielerin und Hörspielsprecherin.

## Leben

### Ausbildung und Theater
Barbara Philipp studierte nach dem Abitur Germanistik sowie Film- und Theaterwissenschaften an der Freien Universität Berlin. Ihre Schauspielausbildung absolvierte sie anschließend von 1988 bis 1993 an der Berliner Schauspielschule „Der Kreis“ (Fritz-Kirchhoff-Schule) und den New Yorker HB-Studios. Danach kehrte sie nach Deutschland zurück und hatte Theaterengagements an der Schaubühne am Halleschen Ufer, dem Berliner Ensemble und dem Staatsschauspiel Dresden. 2018 war sie an der „Wilde Welt Wald – Theater Performance“ von BBM, der Galerie Divan und dem Biosphären‐Reservat Flusslandschaft Elbe (Ferbitzer Forst, Gadow) beteiligt.

### Film und Fernsehen
1994 gab Philipp in der Hauptrolle der Franziska Bäcker unter der Regie von Marc Ottiker an der Seite von Sven Pippig ihr Filmdebüt in dem ZDF-Filmdrama Nah am Wasser. Im selben spielte sie in dem Kurzfilm Spieglein, Spieglein. Von 1997 bis 1998 spielte sie die Rolle der Katja Goldbach in der Fernsehserie Die Kids von Berlin. 1999 wurde sie als Bille in einer Nebenrolle der Kerstin-Gier-Verfilmung Männer und andere Katastrophen besetzt. 2004 gehörte sie als Oberkommissarin Hanne Krause in der ZDF-Krimiserie Einmal Bulle, immer Bulle zur Stammbesetzung.
Für ihre Rolle als drogenabhängige Nina Grote in der Tatort-Folge Das Böse des Frankfurter Ermittlerduos Dellwo und Sänger erhielt Philipp in der Kategorie „Beste Nebendarstellerin“ eine Nominierung für den Deutschen Fernsehpreis 2004. Seit 2010 verkörpert sie in dem vom Hessischen Rundfunk produzierten Tatort-Folgen die Rolle der LKA-Verwaltungsangestellten Magda Wächter an der Seite von Ulrich Tukur als Felix Murot. Von 2011 bis 2017 spielte sie die Kriminaldirektorin Kessler in der ZDF-Krimiserie Der Kriminalist. 2019 übernahm sie in Matthias Steurers Viele Kühe und ein schwarzes Schaf als Tierärztin Beate Müller die Hauptrolle neben Matthias Brenner und Oliver Konietzny. Seit 2021 spielt sie in der ZDF-Krankenhausserie Doktor Ballouz als Tankstellenbesitzerin Cindy eine durchgehende Nebenrolle.
Neben ihren Arbeiten auf der Bühne und vor der Kamera betätigt sich Philipp als Hörspielsprecherin, u. a. im Radio-Tatort des Hessischen Rundfunk. Zwischen 2010 und 2015 las sie u. a. zahlreiche Hörspiele und Features für den Hörfunksender Deutschlandfunk Kultur ein.

## Filmografie

### Kinofilme
- 1998: Drop Out – Nippelsuse schlägt zurück
- 1999: Killer.berlin.doc
- 1999: Recycled
- 2000: LiebesLuder
- 2001: Als Großvater Rita Hayworth liebte
- 2001: Was tun, wenn’s brennt?
- 2002: Baby
- 2002: Mutanten
- 2002: Ein Engel und Paul
- 2006: Die Könige der Nutzholzgewinnung
- 2007: Blindflug
- 2008: Der Vorleser (The Reader)
- 2011: Fenster zum Sommer
- 2013: Die andere Heimat
- 2017: Einsamkeit und Sex und Mitleid
- 2017: Axolotl Overkill
- 2017: LOMO – The Language of Many Others
- 2018: Endzeit
- 2018: Petting statt Pershing
- 2019: Lara
- 2020: Meister des Todes 2
- 2020: König der Raben
- 2021: Stille Post
- 2021: Es ist nur eine Phase, Hase
- 2023: Sprich mit mir
- 2024: Die Ermittlung

### Fernsehfilme
- 1994: Nah am Wasser
- 1999: Männer und andere Katastrophen
- 2001: Gnadenlose Bräute
- 2002: Die Hoffnung stirbt zuletzt
- 2003: Club der Träume – Türkei, Marmaris
- 2004: Klassentreffen
- 2005: Mathilde liebt
- 2005: Arnies Welt
- 2006: Bettis Bescherung
- 2007: Liebe auf Kredit
- 2007: Ein spätes Mädchen
- 2008: Die Treue-Testerin – Spezialauftrag Liebe
- 2009: Mein Leben – Marcel Reich-Ranicki
- 2009: Mama kommt!
- 2014: Alles muss raus – Eine Familie rechnet ab (Zweiteiler)
- 2015: Anderst schön
- 2015: Chuzpe – Klops braucht der Mensch!
- 2016: Mein Sohn, der Klugscheißer
- 2016: Der mit dem Schlag
- 2017: Ich werde nicht schweigen
- 2018: Die Affäre Borgward
- 2019: Viele Kühe und ein schwarzes Schaf
- 2020: Kein einfacher Mord
- 2021: Sportabzeichen für Anfänger
- 2021: Die Luft, die wir atmen
- 2024: Tod in Mombasa

### Fernsehserien und -reihen
- 1997: Die Kids von Berlin (4 Folgen)
- 2000: Himmel und Erde – ein göttliches Team
- 1999: Tatort: Tödliches Labyrinth
- 2002: Tatort: Der Fremdwohner
- 2003: Tatort: Das Phantom
- 2003: Bella Block: Tödliche Nähe
- 2003: Tatort: Das Böse
- 2004: Tatort: Janus
- 2004: Einmal Bulle, immer Bulle (6 Folgen)
- 2005: Ein Fall für zwei (Folge Tod im Hochhaus)
- 2005: Doppelter Einsatz (Folge Der Fluch des Feuers)
- 2005: SOKO Köln (Folge Tod auf Kredit)
- 2005: Der Elefant – Mord verjährt nie (Folge Fluch der bösen Tat)
- 2006: Die Familienanwältin (Folge Hinter dem Spiegel)
- 2006: Bella Block: Das Glück der Anderen
- 2007: Großstadtrevier (Folge Nur wegen Dir)
- 2005–2007: Krimi.de (5 Folgen)
- 2007: Commissario Laurenti – Tod auf der Warteliste
- 2009: Das Duo: Wölfe und Lämmer
- 2009: Tatort: Kassensturz
- 2010: Liebe am Fjord – Sommersturm
- seit 2010: Tatort → siehe Felix Murot
  - 2010: Tatort: Wie einst Lilly (Fernsehfilm)
  - 2011: Tatort: Das Dorf
  - 2013: Tatort: Schwindelfrei
  - 2014: Tatort: Im Schmerz geboren
  - 2015: Tatort: Wer bin ich?
  - 2016: Tatort: Es lebe der Tod
  - 2019: Tatort: Murot und das Murmeltier
  - 2019: Tatort: Angriff auf Wache 08
  - 2020: Tatort: Die Ferien des Monsieur Murot
  - 2021: Tatort: Murot und das Prinzip Hoffnung
  - 2022: Tatort: Murot und das Gesetz des Karma
  - 2023: Tatort: Murot und das Paradies
  - 2024: Murot und das 1000-jährige Reich
- 2011: SOKO Leipzig (Folge Letzter Abend DDR)
- 2011: Der Kriminalist (4 Folgen)
- 2011: Stromberg (5. Staffel, Folge 3 und 4)
- 2012: Ein starkes Team: Die Gottesanbeterin
- 2013: SOKO Stuttgart (Folge Undercover)
- 2015: Kommissar Dupin: Bretonisches Gold
- 2015: Der Alte – Folge 398: Sündenfall
- 2017: Heldt (Folge Die Lehrer, die ich rief)
- 2019: Tonio & Julia: Wenn einer geht
- 2019: Pastewka (3 Folgen)
- 2019: Bettys Diagnose (Folge Stillgestanden)
- 2020: Falk (Folge Ehehygiene)
- 2021: Bettys Diagnose (Folge Der Schein trügt)
- 2022: Babylon Berlin (Staffel 4, Rolle:"Eisen-Else")
- 2023: Die Chefin (Folge All In)
- 2024: Wo wir sind, ist oben (7 Folgen)

## Hörspiele und Features
- 2010: Thilo Reffert: Australien, ich komme – Regie: Oliver Sturm (Kinderhörspiel – DKultur)
- 2013: Jan Decker: Morgenland und Abendland – Regie: Giuseppe Maio (Feature – DKultur)
- 2013: Chris Ohnemus: Ein Zeichen von Großzügigkeit – Regie: Martin Zylka (SR/RB/WDR)
- 2014: Christoph Güsken: Quotenkiller – Regie: Klaus-Michael Klingsporn (DKultur)
- 2015: Karl-Heinz Bölling: Irgendwann geht alles kaputt – Regie: Stefanie Hoster (Hörspiel – DKultur)
- 2015: Albert Wendt: Das tanzende Häuschen – Regie: Wolfgang Rindfleisch (Kinderhörspiel – DKultur)
- 2015: Friedemann Schulz: Rote Wasser – Regie: Thomas Wolfertz (Radio-Tatort – HR)
- 2017: Yann Martel: Ein Hemd des 20. Jahrhunderts – Regie: Jan Buck (HR)
- 2019: Serotonin: Die Verschiebung  – Regie: Serotonin (Mystery-Thriller-Serie, 2 Staffeln, SWR)
- 2024: Tove Jansson: Die Mumins (Hörspiel – WDR)[4]

## Auszeichnungen
- 2004: Nominierung für den Deutschen Fernsehpreis 2004 in der Kategorie Beste Schauspielerin in einer Nebenrolle für ihre Rolle in dem Tatort Das Böse